# Christophe Laborie (cyclisme)
Pour l’article homonyme, voir Laborie.
Christophe Laborie, né le 5 aout 1986 à Aurillac, est un coureur cycliste français.

## Biographie
Après avoir été membre notamment de l'EC Montmarault-Montluçon et de Sojasun espoir-ACNC, Christophe Laborie devient coureur professionnel en 2011 au sein de l'équipe continentale professionnelle Saur-Sojasun. 
À l'issue de la saison 2013, cette équipe disparaît, faute de sponsor. Christophe Laborie, comme son coéquipier Étienne Tortelier, s'engage pour l'année 2014 avec le VC Pays de Loudéac avant de finalement signer quelques jours plus tard dans la formation continentale professionnelle Bretagne-Séché Environnement pour une année. Le 2 octobre 2014 est annoncée sa prolongation pour 2015.
De 2013 à 2015, il collectionne les quatrièmes places, qui sont ses meilleurs résultats, sur le Tour de Bretagne 2013 (4e et 5e étapes) et 2015 (6e étape), le Tour du Gévaudan 2014 (1re étape) et la Route Adélie 2015.
Non conservé par les dirigeants de l'équipe continentale professionnelle Bretagne-Séché Environnement à la fin de l'année 2015, il signe un contrat avec la formation Delko-Marseille Provence-KTM,.
Il annonce le 21 octobre 2016 mettre un terme à sa carrière professionnelle à la fin de la saison, le Tour de Hainan se révélant ainsi être son dernier déplacement avec les professionnels.

## Palmarès
- 2002
  - Champion du Cantal sur route cadets
- 2003
  - Champion du Cantal sur route juniors
- 2004
  - Champion d'Auvergne sur route juniors[6]
  - Champion du Cantal sur route juniors
  - Flèche Plédranaise
- 2005
  - Boucle de Tronçais
- 2006
  - Boucle de Tronçais
  - 4e étape du Tour de la Dordogne
  - 2e étape du Triptyque de la Vallée de l'Ance (contre-la-montre)[6]
  - Tour de la CABA :
    - Classement général
    - 3e étape

  - 2e du Souvenir Raymond-Serrat
  - 3e du Grand Prix de Saint-Étienne Loire
- 2007
  - Champion d'Auvergne sur route
  - Trophée de la ville de Cusset
  - 3e étape du Tour des Cantons de Mareuil-Verteillac
  - Classement général du Cabri Tour
  - Grand Prix d'Issoire
  - 3e du Souvenir René Jamon
- 2008
  - Nocturne d'Ambert
  - 2e du Grand Prix de Billy
  - 3e du Grand Prix des Grattons
- 2009
  - Boucles Dingéennes
  - Nocturne de Rodez
  - Prix de La Chapelle-Gaceline
  - 3e étape de la Mi-août bretonne
- 2010
  - Essor Breton :
    - Classement général
    - 1re étape

  - Tro Div Ster
  - 2e étape du Tour Nivernais Morvan
  - 2e du Circuit du Morbihan
  - 2e du Circuit de Saône-et-Loire
  - 2e du Grand Prix Christian Fenioux
  - 3e du Tour Nivernais Morvan
  - 3e du Grand Prix de Saint-Étienne Loire

## Classements mondiaux
| Année           | 2009 | 2010 | 2011 | 2012 | 2013   | 2014 | 2015 | 2016   |
| --------------- | ---- | ---- | ---- | ---- | ------ | ---- | ---- | ------ |
| UCI Europe Tour | 873e | 832e | 571e | 534e | 1 026e | 463e | 526e | 1 286e |